# Jerónimo Fernández de Mata
Jerónimo o Gerónimo Fernández de la Mata, escritor barroco español de la primera mitad del siglo XVII.
Aunque sus obras aparecen citadas por diversos catálogos, casi nada se conoce sobre este escritor barroco, que no puso ningún prólogo a sus obras y procuró siempre pasar desapercibido. Sin embargo, se deduce de la dedicatoria a Felipe IV de su diálogo Crates e Hiparchia que sus padres y hermanos fueron criados de tal rey. 
Además de una novela titulada Soledades de Aurelia (Madrid: Catalina de Barrio y Angulo, 1639) escribió el diálogo Crates y Hiparchia, marido y muger Philosophos antiguos, contra la ambición y los afanes mundanos (Madrid, Imprenta Real, 1637) y unas Ideas políticas y morales (Toledo, Juan Ruiz de Pereda, 1640). Sus Soledades de Aurelia se reimprimieron en Madrid, imprenta de Pedro José Alonso y Padilla (1737) junto al diálogo ya mencionado.
Soledades de Aurelia es una novela cortesana algo innovadora, porque, por ejemplo, está escrita en primera persona, la de Aurelia, su protagonista. Se trata el tema del desengaño de corte y alabanza de aldea, el vituperio de la vana honra y del amor mundano; el pretexto argumental es también bastante tópico: la confesión a un ermitaño que hace la protagonista, que ha huido de la corte, en donde ha dejado a una amiga, Nise, con la que vuelve a encontrarse al final de la obra.